# 定豪
定豪（じょうごう、仁平2年〈1152年〉- 嘉禎4年9月24日〈1238年11月2日〉）は平安時代末期から鎌倉時代前期にかけての真言宗の僧侶。父は五位蔵人・民部権少輔源延俊。

## 経歴
治承4年（1180年）に仁和寺の寛遍（忍辱山流の祖）の門人兼豪より、大和国忍辱山円成寺にて伝法灌頂を受ける。文治元年（1185年）、34歳でようやく法橋に任ぜられるなど、必ずしも僧侶として恵まれた立場にはいなかった。そこで、時期は不明であるが源頼朝がいた鎌倉に下り、建久2年（1191年）には鶴岡八幡宮の供僧に補任され、2年後には同地の宿老僧10名の1人とされる。正治元年（1199年）、文覚失脚後を受けて神護寺を継承した性我の譲りによって勝長寿院の別当になった。建仁2年（1202年）、51歳にしてようやく法眼に任じられた。
承久2年（1220年）1月、当時の鶴岡八幡宮別当であった慶幸が没すると、急遽第6代目の別当に補任された。以後、八幡宮の実権を掌握して、翌年9月の別当辞任後も門人を別当に据えてその権威を保持した。更に翌年承久の乱が発生すると、鎌倉幕府のために祈祷を行い、その功績によって熊野三山検校・新熊野検校・高野山伝法院座主が与えられ、鎌倉幕府の仏教界への本格的関与の先駆となった。
定豪の台頭の背景には鎌倉幕府との強いつながりや朝幕関係の安定を望む承久の乱後の朝廷の意向があったが、その一方で彼自身も九条家や久我家と連携して仁和寺御室の道深法親王と間で伝法院や広隆寺、東大寺の継承を巡って激しく争うなど、鎌倉幕府の意向とは一線を画した野心的な行動も見せている。
定豪はその後も鎌倉を本拠として必要な場合に京都に上った。嘉禄元年（1225年）、東寺三長者（東寺長者のうちの第3位）に任じられたが、久しく3名の定員であったものを4名の先例を盾にして強引に定数を増員して任じられたものであった。後に二長者に昇進する。安貞2年（1228年）、東大寺別当に任じられるが、文暦元年（1234年）には将軍九条頼経の正室竹御所の御産祈祷の失敗（母子ともに死去）の責任を取って、東大寺別当・東寺二長者を辞任する。嘉禎元年（1235年）には大僧正、嘉禎2年（1236年）には九条道家の推挙によって東寺長者の筆頭である一長者（貫主）に任じられた（85歳での任命は当時の最高齢記録）。嘉禎3年（1237年）、四条天皇の護持僧となる。同年には東寺一長者の権力を用いて、厳格な審査を必要とした同寺所蔵の仏舎利を一度に15粒も受領した。87歳の高齢で京都にて没した。